# Завадська Валентина Василівна
Валентина Василівна Завадська (нар. 22 вересня 1953) — українська радянська діячка, електрослюсар Жмеринського вагоноремонтного заводу імені 1-го Травня Вінницької області. Депутат Верховної Ради УРСР 10-го скликання.

## Біографія
Освіта середня. Член ВЛКСМ.
У 1970—1971 роках — переглядач фільмів Жмеринського кінопрокату Вінницької області.
З 1971 року — електрослюсар Жмеринського вагоноремонтного заводу імені 1-го Травня Вінницької області.
Потім — на пенсії в місті Жмеринці Вінницької області.